# CRBN
CRBN (англ. Cereblon) – білок, який кодується однойменним геном, розташованим у людей на короткому плечі 3-ї хромосоми.  Довжина поліпептидного ланцюга білка становить 442 амінокислот, а молекулярна маса — 50 546.
| 10         |  | 20         |  | 30         |  | 40         |  | 50         |
| ---------- |  | ---------- |  | ---------- |  | ---------- |  | ---------- |
| MAGEGDQQDA |  | AHNMGNHLPL |  | LPAESEEEDE |  | MEVEDQDSKE |  | AKKPNIINFD |
| TSLPTSHTYL |  | GADMEEFHGR |  | TLHDDDSCQV |  | IPVLPQVMMI |  | LIPGQTLPLQ |
| LFHPQEVSMV |  | RNLIQKDRTF |  | AVLAYSNVQE |  | REAQFGTTAE |  | IYAYREEQDF |
| GIEIVKVKAI |  | GRQRFKVLEL |  | RTQSDGIQQA |  | KVQILPECVL |  | PSTMSAVQLE |
| SLNKCQIFPS |  | KPVSREDQCS |  | YKWWQKYQKR |  | KFHCANLTSW |  | PRWLYSLYDA |
| ETLMDRIKKQ |  | LREWDENLKD |  | DSLPSNPIDF |  | SYRVAACLPI |  | DDVLRIQLLK |
| IGSAIQRLRC |  | ELDIMNKCTS |  | LCCKQCQETE |  | ITTKNEIFSL |  | SLCGPMAAYV |
| NPHGYVHETL |  | TVYKACNLNL |  | IGRPSTEHSW |  | FPGYAWTVAQ |  | CKICASHIGW |
| KFTATKKDMS |  | PQKFWGLTRS |  | ALLPTIPDTE |  | DEISPDKVIL |  | CL         |

A: Аланін

C: Цистеїн

D: Аспарагінова кислота

E: Глутамінова кислота

F: Фенілаланін

G: Гліцин

H: Гістидин

I: Ізолейцин

K: Лізин

L: Лейцин

M: Метіонін

N: Аспарагін

P: Пролін

Q: Глутамін

R: Аргінін

S: Серин

T: Треонін

V: Валін

W: Триптофан

Кодований геном білок за функцією належить до фосфопротеїнів. 
Задіяний у таких біологічних процесах як убіквітинування білків, альтернативний сплайсинг. 
Білок має сайт для зв'язування з іонами металів, іоном цинку. 
Локалізований у цитоплазмі, ядрі, мембрані.